# Schmehausen
Schmehausen ist ein Ortsteil der westfälischen Stadt Hamm und wurde durch die Errichtung eines Thorium-Hochtemperaturreaktors von einem agrarisch zu einem industriell geprägten Ort.
Das Dorf wurde wegen des Kraftwerks Westfalen ausgesiedelt. Nur noch einige Obstbäume entlang der Lippestrasse lassen die ehemaligen Hofstellen erahnen.
Die Ursprungsbedeutung des Ortsnamens könnte von „Schmiedehausen“ kommen.
Es existiert eine Burg an der Lippe, die einem Raubritter gehörte.
Der Bach Geithe wurde verrohrt und läuft unter dem Kraftwerk. Die Flussrichtung des Bachs ist ungewöhnlich und könnte ein Überrest eines anderen Lippeverlaufs weiter südlich der heutigen Lippe sein.

## Geographie

### Lage
Schmehausen ist der östlichste Stadtteil von Hamm. Im Nordosten bildet die Lippe die Grenze. Der Datteln-Hamm-Kanal endet im damaligen Gemeindegebiet.

### Nachbargemeinden
Schmehausen grenzte im Jahr 1967 im Uhrzeigersinn im Südwesten beginnend an die Gemeinden Frielinghausen und Uentrop (beide heute zu Hamm), Lippborg (damals im Kreis Beckum) und Heintrop-Büninghausen (beide heute zu Lippetal) sowie Vellinghausen (heute zu Welver).

## Geschichte
Schmehausen wurde urkundlich erstmals 1251 als Smidehusen erwähnt. 1268 und 1269 wurde der Ort urkundlich auch Smidehusen und 1274 Smidenhus genannt.
Schmehausen gehörte im Spätmittelalter und der Frühen Neuzeit in eigener Bauerschaft (Smedehuysen) im Amt Hamm zur Grafschaft Mark. Laut dem Schatzbuch der Grafschaft Mark von 1486 hatten die 8 Steuerpflichtigen in der Bauerschaft zwischen 6 oirt und 6 Goldgulden an Abgabe zu leisten. Größter Steuerzahler war Derick Spikerman mit 6 Goldgulden. Im Jahr 1705 waren in der vergrößerten Bauerschaft 15 Steuerpflichtige mit Abgaben an die Rentei Hamm im Kataster verzeichnet.
Im 19. Jahrhundert gehörte Schmehausen bei der Errichtung der Ämter in der preußischen Provinz Westfalen zum Amt Rhynern im Kreis Hamm. Im Jahr 1885 gab es in der Landgemeinde Schmehausen auf 395 ha Fläche, davon 157 ha Ackerland, 72 ha Wiesen, 71 ha Holzungen, 1 Wohnplatz, 49 Wohnhäuser mit 51 Haushaltungen und 254 Einwohner.
Anlässlich der Auskreisung der Stadt Hamm am 1. April 1901 wurde aus dem Kreis der Landkreis Hamm. Nach einer Gebietserweiterung im Jahr 1929 wurde dieser im Oktober 1930 in Kreis Unna umbenannt.
Am 1. Januar 1968 wurden die ehemals selbständigen Gemeinden Braam-Ostwennemar (großenteils), Frielinghausen, Haaren, Norddinker, Schmehausen, Vöckinghausen und Werries in die Gemeinde Uentrop eingegliedert. Mit der Gemeindegebietsreform, die am 1. Januar 1975 in Kraft trat, wurde die Gemeinde Uentrop mit 12.238 Einwohnern auf 39,46 km² in die kreisfreie Stadt Hamm eingegliedert.

## Einwohnerentwicklung
| Jahr | Einwohner |
| ---- | --------- |
| 1849 | 314       |
| 1910 | 222       |
| 1931 | 231       |
| 1956 | 315       |
| 1961 | 271       |

## Sehenswürdigkeiten
Der Thorium-Hochtemperaturreaktor wurde 1983 testweise in Betrieb genommen, 1987 an den Betreiber übergeben und im September 1989 aus technischen, sicherheitstechnischen und wirtschaftlichen Überlegungen nach nur 423 Tagen Volllastbetrieb endgültig stillgelegt. Derzeit befindet er sich im sicheren Einschluss.

## Verkehr

### Straßen
Die Landesstraße L 736 verbindet Schmehausen im Westen mit Hamm, Herringen, Rünthe und Lünen und im Osten mit Vellinghausen, Büninghausen und Heintrop.

### Öffentlicher Personennahverkehr
Norddinker wird von der Taxibuslinie T 33 der Stadtwerke Hamm bedient. Sie verbindet den Ort mit Uentrop und Lippborg.